# El pato silvestre
El pato silvestre o El pato salvaje (Vildanden) es una obra de teatro de Henrik Ibsen escrita en 1884 y estrenada en 1885. 

## Argumento
El tema de la obra es si es mejor vivir la vida dentro de una mentira cómoda o bajo una verdad que lleva a la miseria económica. Con  respecto al argumento, una familia vive feliz y tranquila, pero sufrirá las consecuencias de un pasado oscuro. Cuando finalmente se tratan de resolver las mentiras, creyendo que solo así podrán vivir “felices”, se desencadenan situaciones que terminan en una tragedia.
Gregers Werle regresa a su ciudad natal después de un largo exilio. Hijo del rico cónsul Håkon Werle, Gregers toma habitación en la casa del modesto fotógrafo Ekdal, un hombre apocado que deja lo más duro de su trabajo en manos de su esposa Gina para dedicarse a desarrollar un fabuloso invento que piensa le sacará definitivamente de apuros. En casa de los Ekdal, Gregers  (Gregorio) se ve mezclado en los asuntos de la extraña familia, con resultados desastrosos.
La historia que le cuenta Hjalmar Ekdal revela que él y su familia han sido extrañamente favorecidos por el capricho del rico cónsul Håkon Werle. Tiempo atrás, el padre del fotógrafo, exmilitar y exsocio del cónsul Werle, ha pasado varios años en prisión por una irregularidad en los negocios que compartía con el cónsul, sin dejar que el cónsul quedara manchado por la sospecha. El ahora anciano Ekdal sigue viviendo de la caridad del cónsul, a pesar de que es despreciado y tratado como un mendigo. Gina, la propia esposa del fotógrafo Ekdal, resulta haber sido ama de llaves del cónsul y también su amante, como lo es la que actualmente ocupa el mismo cargo.
Los oscuros secretos que se guardan en la trastienda del hogar aparentemente feliz de los Ekdal se van revelando poco a poco ante Gregers, que intenta llegar a la verdad, los imperativos de lo ideal. Así, se va desvelando que Håkon, el padre de Gregers, había dejado embarazada a la sirvienta Gina y seguidamente la hizo casar con Hjalmar para que este reconociese a la niña, Hedvig, que resulta ser hermanastra de Gregers.
Por su parte, el padre de Hjalmar había sido encarcelado por el crimen cometido por el padre de Gregers. Cada uno de los miembros de la familia vive la situación en un mundo imaginario, en el que el padre se cree un gran inventor, el abuelo añora sus pasadas glorias como cazador y la pequeña Hedvig se refugia en el desván, donde un pato salvaje herido vive en un bosque imaginario.
El empeño de Gregers Werle por hacerles confrontar la realidad, aunque de ello resulte implicado su propio padre, desata una espiral que solo el suicidio de la niña para. La muerte del inocente por las acciones de los adultos. En una de las primeras escenas, Greger, discute con su anciano padre por el afán de manipular a las personas y a él mismo que ha demostrado a lo largo de su vida.
Para el reflexivo Greger guarda un valor simbólico el pato salvaje que la niña Hedwig, guarda en la cuadra de la casa. El animal fue herido en una cacería por el cónsul y luego curado y tratado como un animal doméstico y por tanto, viene a representar todas las cosas que la familia guarda después de haber sido usadas por el cónsul ricachón y haberle beneficiado. El afán de vivir según "exigencias ideales" que inculca el idealista Werle al sencillo Ekdal provoca que este investigue la donación que su hija Hedwig recibe por su cumpleaños del cónsul: una pensión vitalicia para el viejo Ekdal que pasará a la titularidad de la niña cuando aquel muera.
Lo que parece el final de los apuros económicos de la familia se convierte, por el orgullo de Ekdal, en una maldición. Al interrogar a su esposa, Ekdal descubre que no solo es cierto que fue amante del viejo cónsul sino que ni siquiera está segura que Hedwig sea hija suya. Incluso, la enfermedad de la vista que padece la niña, similar a la que afecta al cónsul Håkon, hace sospechar que son de la misma sangre. Ekdal rechaza la pensión y además se prepara para marchar de casa con su anciano padre y dejar solas a su esposa y a la que ya duda que sea su hija, a pesar de que la niña insiste en que le quiere y es incapaz de entender la razón del abandono. Greger, que observa el drama familiar, sugiere a la niña que, para que su padre comprenda lo mucho que le quiere, pida a su abuelo que mate al pato salvaje, del que ella está encariñada pero que su padre odia a muerte. La niña se muestra dispuesta a hacer el sacrificio y coge la pistola y le pregunta a su abuelo cómo se mata un pato salvaje. Pero los nuevos desprecios del padre parecen hacerle cambiar de opinión trágicamente y la niña se dispara a sí misma con la pistola y muere. En la última escena, el médico Relling vecino de los Ekdal que declara la muerte de la niña, reprocha al idealista Greger su interés por meter en la cabeza de la gente el afán de alcanzar metas ideales.
La intención de Gregers Werle sería digna de elogio si ejecutarla no significara llevarse por delante la felicidad que a la familia Ekdal les ha constado tanto alcanzar y no digamos mantener.
La idea se encarna primero en la redención por el pato, absurdamente encerrado en el desván, pero a salvo y en la explicación final entre Gregers Werler y el doctor Relling.
Gregers Werle, que en ningún momento se considera culpable por haber desatado la pesadilla, dialoga con el cínico Relling. Relling es el personaje secundario que Ibsen introduce como contrapunto de Gregers Werle.
Mientras para Gregers Werle la verdad está por encima de todo, incluso de la felicidad, para Relling la “mentira vital” es, en ocasiones, imprescindible para alcanzar la felicidad o, al menos para sostener una sensación de felicidad, que para el caso es lo mismo. De hecho, la mejor y más famosa frase de la obra, la que mejor resume el conjunto de la misma y lo que trata el escritor de explicar la dice Relling: “Si quita usted la mentira vital a un hombre vulgar, le quita al mismo tiempo la felicidad”.

## Personajes
- Gregers Werle, el héroe idealista.
- Håkon Werle, padre de Gregers. Un cónsul rico, inmoral y burgués.
- El viejo Ekdal, antiguo socio de Håkon Werle, ahora arruinado y viviendo en casa de su hijo Hjalmar
- Hjalmar Ekdal, hijo del viejo Ekdal, fotógrafo. Adocenado, egoísta, ciego y mezquino esclavo.
- Gina Ekdal, mujer de Hjalmar, antigua sirvienta, ama de llaves y amante de Håkon Werle.
- Hedvig, la hija de catorce años del fotógrafo Hjalmar Ekdal y Gina Ekdal, pero hija natural del cónsul Håkon Werle y hermanastra de Gregers Werle. La niña se sacrifica para que la falsedad del matrimonio de sus padres encuentre una salida.
- Sra Sørby, gobernanta de Håkon Werle.
- Relling, un médico, vecino de los Ekdal.
- Molvik, exestudiante de Teología, vecino de los Ekdal.
- Pettersen, sirviente de Håkon Werle.
- Jensen, una criada despedida.

## Adaptaciones
Estrenada en Den Nationale Scene de Bergen el 9 de enero de 1885. Tres años después, el 4 de marzo de 1888 se representó en Berlín; y el 5 de mayo, de 1894, en Londres.
Entre las adaptaciones que se realizaron en España, es memorable la de Antonio Buero Vallejo, que se estrenó el 13 de enero de 1982 en el Teatro Lope de Vega de Sevilla, y se representaría después en el Teatro María Guerrero de Madrid a partir del 26 de enero del mismo año, con dirección de José Luis Alonso Mañés e interpretación de José Bódalo, Encarna Paso, Manuel Tejada, Antonio Iranzo, Andrés Mejuto, Ana María Ventura y Nuria Gallardo.